# Relais 4 × 400 mètres masculin aux Jeux olympiques d'été de 2020
Pour des articles plus généraux, voir Athlétisme aux Jeux olympiques d'été de 2020 et Relais 4 × 400 mètres aux Jeux olympiques.
Navigation
Rio 2016 Paris 2024
L'épreuve du relais 4 × 400 mètres masculin aux Jeux olympiques de 2020 se déroule les 6 et 7 août 2021 au Stade olympique national de Tokyo, au Japon.

## Records
Avant cette compétition, les records dans cette discipline étaient les suivants : 
| Record du monde  | Andrew Valmon, Quincy Watts, Harry Butch Reynolds, Michael Johnson (USA) | 2 min 54 s 29 | Stuttgart | 22 août 1993 |
| Record olympique | LaShawn Merritt, Angelo Taylor, David Neville, Jeremy Wariner (USA)      | 2 min 55 s 39 | Pékin     | 23 août 2008 |

## Résultats

### Finale
| Rang                                | Couloir | Pays              | Athlètes                                                               | Temps de réaction | Temps   | Notes |
| ----------------------------------- | ------- | ----------------- | ---------------------------------------------------------------------- | ----------------- | ------- | ----- |
| Médaille d'or, Jeux olympiques      | 4       | États-Unis        | Michael Cherry, Michael Norman, Bryce Deadmon, Rai Benjamin            | 0.185             | 2:55.70 | SB    |
| Médaille d'argent, Jeux olympiques  | 2       | Pays-Bas          | Terrence Agard, Ramsey Angela, Liemarvin Bonevacia, Tony van Diepen    | 0.176             | 2:57.18 | NR    |
| Médaille de bronze, Jeux olympiques | 7       | Botswana          | Isaac Makwala, Baboloki Thebe, Zibane Ngozi, Bayapo Ndori              | 0.212             | 2:57.27 | AR    |
| 4                                   | 9       | Belgique          | Alexander Doom, Jonathan Sacoor, Dylan Borlée, Kevin Borlée            | 0.149             | 2:57.88 | NR    |
| 5                                   | 6       | Pologne           | Dariusz Kowaluk, Karol Zalewski, Mateusz Rzeźniczak, Kajetan Duszyński | 0.157             | 2:58.46 | SB    |
| 6                                   | 5       | Jamaïque          | Demish Gaye, Christopher Taylor, Jaheel Hyde, Nathon Allen             | 0.195             | 2:58.76 | SB    |
| 7                                   | 3       | Italie            | Davide Re, Vladimir Aceti, Edoardo Scotti, Alessandro Sibilio          | 0.161             | 2:58.81 | NR    |
| 8                                   | 8       | Trinité-et-Tobago | Deon Lendore, Jereem Richards, Dwight St. Hillaire, Machel Cedenio     | 0.179             | 3:00.85 |       |

### Séries
Les 3 premiers de chaque série (Q) et les 2 meilleurs temps (q) avancent en finale.

#### Série 1
| Rang | Couloir | Pays              | Athlètes                                                           | Temps de réaction | Temps   | Notes |
| ---- | ------- | ----------------- | ------------------------------------------------------------------ | ----------------- | ------- | ----- |
| 1    | 7       | États-Unis        | Trevor Stewart, Randolph Ross, Bryce Deadmon, Vernon Norwood       | 0.180             | 2:57.77 | Q, SB |
| 2    | 9       | Botswana          | Isaac Makwala, Baboloki Thebe, Zibane Ngozi, Bayapo Ndori          | 0.200             | 2:58.33 | Q, AR |
| 3    | 3       | Trinité-et-Tobago | Deon Lendore, Jereem Richards, Machel Cedenio, Dwight St. Hillaire | 0.193             | 2:58.60 | Q, SB |
| 4    | 4       | Italie            | Alessandro Sibilio, Vladimir Aceti, Edoardo Scotti, Davide Re      | 0.144             | 2:58.91 | q, NR |
| 5    | 2       | Pays-Bas          | Jochem Dobber, Terrence Agard, Tony van Diepen, Ramsey Angela      | 0.178             | 2:59.06 | q, NR |
| 6    | 5       | Grande-Bretagne   | Cameron Chalmers, Joe Brier, Lee Thompson, Michael Ohioze          | 0.245             | 3:03.29 | SB    |
| 7    | 6       | Tchéquie          | Patrik Šorm, Pavel Maslák, Michal Desenský, Vít Müller             | 0.169             | 3:03.61 |       |
| 8    | 8       | Allemagne         | Marvin Schlegel, Luke Campbell, Jean Paul Bredau, Manuel Sanders   | 0.197             | 3:03.62 |       |

#### Série 2
| Rang | Couloir | Pays           | Athlètes                                                                         | Temps de réaction | Temps   | Notes |
| ---- | ------- | -------------- | -------------------------------------------------------------------------------- | ----------------- | ------- | ----- |
| 1    | 8       | Pologne        | Dariusz Kowaluk, Karol Zalewski, Jakub Krzewina, Kajetan Duszyński               | 0.160             | 2:58.55 | Q, SB |
| 2    | 4       | Jamaïque       | Demish Gaye, Jaheel Hyde, Karayme Bartley, Nathon Allen                          | 0.188             | 2:59.29 | Q, SB |
| 3    | 6       | Belgique       | Alexander Doom, Jonathan Sacoor, Dylan Borlée, Jonathan Borlée                   | 0.148             | 2:59.37 | Q, SB |
| 4    | 2       | Inde           | Mohammad Anas, Noah Nirmal Tom, Amoj Jacob, Arokia Rajiv                         | 0.138             | 3:00.25 | AR    |
| 5    | 7       | Japon          | Rikuya Ito, Kaito Kawabata, Kentarō Satō, Aoto Suzuki                            | 0.143             | 3:00.76 | =NR   |
| 6    | 5       | France         | Thomas Jordier, Muhammad Abdallah Kounta, Ludovic Ouceni, Gilles Biron           | 0.166             | 3:00.81 | SB    |
| 7    | 9       | Afrique du Sud | Lythe Pillay, Zakithi Nene, Ranti Dikgale, Thapelo Phora                         | 0.151             | 3:01.18 | SB    |
| 8    | 3       | Colombie       | Jhon Alejandro Perlaza, Diego Palomeque, Raúl Mena Pedroza, Jhon Alexander Solís | 0.164             | 3:03.20 | SB    |

## Légende
Records et Performances
- AR : Record continental (area record)
- CR : Record des championnats (championship record)
- MR : Record du meeting (meet record)
- NR : Record national (national record)
- OR : Record olympique (olympic record)
- PR : Record paralympique (paralympic record)
- PB : Record personnel (personal best)
- SB : Meilleure performance personnelle de la saison (season's best)
- WL : Meilleure performance mondiale de l'année (world leader)
- WJR : Record du monde junior (world junior record)
- WR : Record du monde (world record)

Circonstances et Conditions
- DNF : N'a pas terminé (did not finish)
- DNS : N'a pas pris le départ (did not start)
- DQ : Disqualification (disqualification)
- NM : Aucun essai valable enregistré (No Mark)
- Q : Qualifié « directement » au prochain tour (ou à la prochaine compétition), lors d'une compétition majeure, grâce au classement ou à la réalisation des minima (automatic qualifier)
- q : Qualifié au prochain tour (ou à la prochaine compétition), lors d'une compétition majeure, grâce au repêchage ou à la réalisation de l'une des meilleures performances parmi celles des « non qualifiés directement » (grâce au meilleur temps ou à la meilleure distance par exemple) (secondary qualifier)